# Lype tipmanee
Lype tipmanee is een schietmot uit de familie Psychomyiidae. De soort komt voor in het Oriëntaals gebied.